# Rundmotor

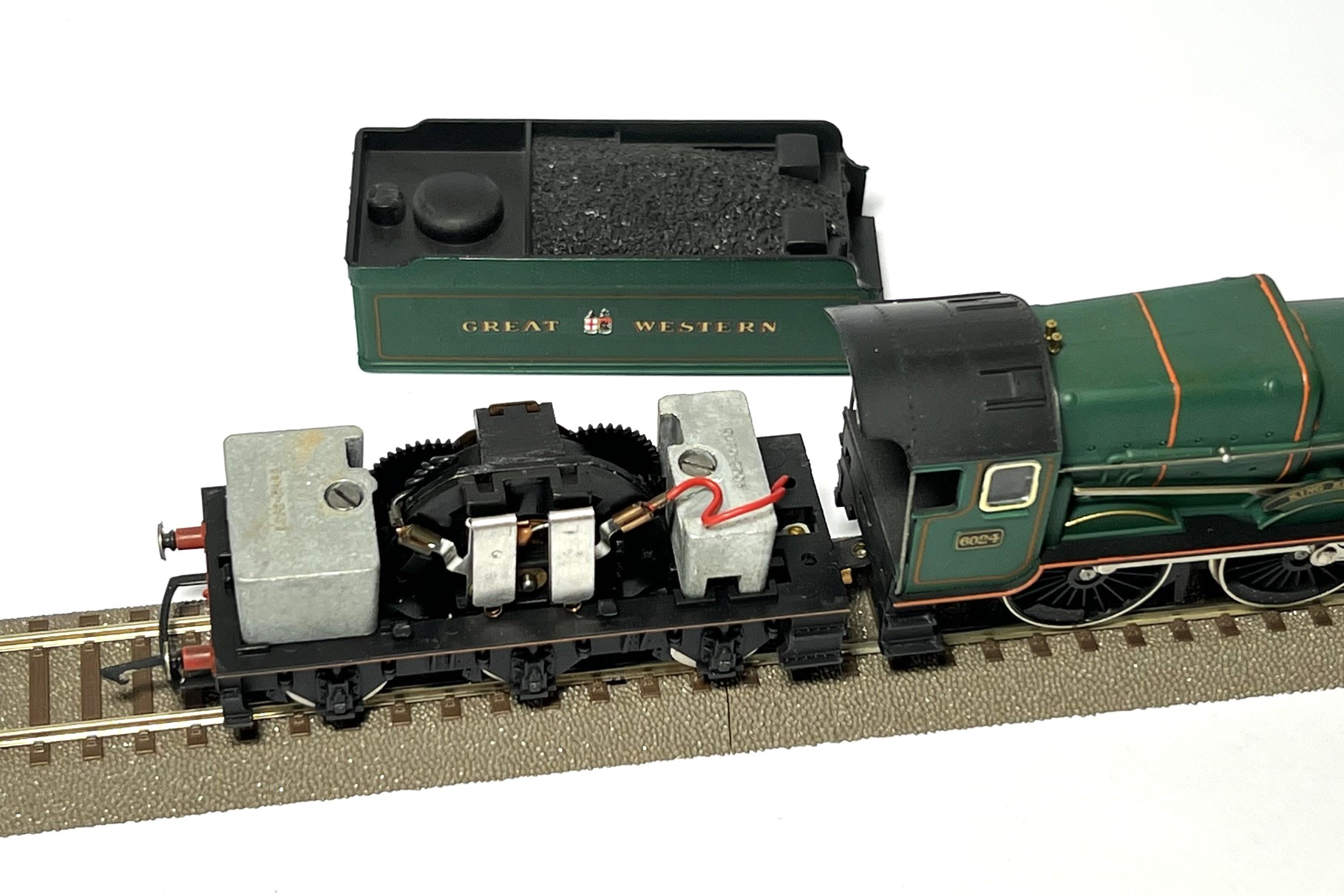
Tenderantrieb mit Rundmotor Seite Kollektor der Hornby Railways GWR Dampflokomotive Serie 6000, Spur 00, 2024

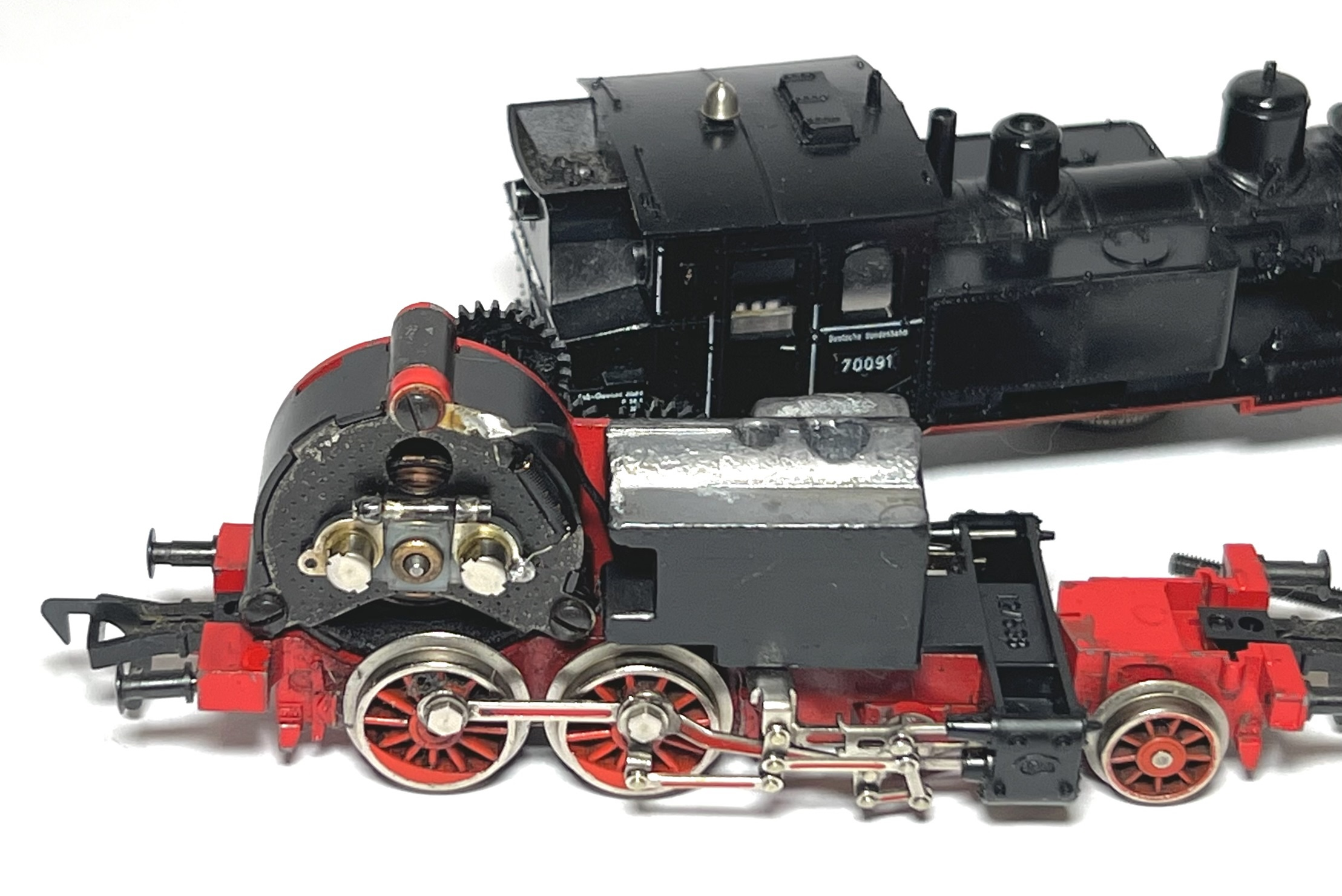
Tenderdampflokomotive mit Rundmotor 58 Seite Kollektor der Fleischmann Baureihe 70, Spur H0, 2025

Der Rundmotor bei Modelleisenbahn-Lokomotiven ist ein bei Modelleisenbahner gängiger Begriff für die Bezeichnung von Flachmotoren. Der Ursprung der Bezeichnung Rundmotor bei Modelleisenbahner ist der klassische dreipoligen Gleichstrommotor  mit Scheibenkollektor und Stirnradgetriebe des Unternehmens Fleischmann.
Dieser Motor wurde bei einem großen Teil der neukonstruierten Lokmodelle bis Mitte der 1990er Jahre eingesetzt, dann setzte auch Fleischmann bei Neuentwicklungen auf Mittelmotoren mit Schwungmasse, bei denen die Kraftübertragung über Kardanwellen und Schneckenantriebe erfolgt. 
Allerdings wird die Bezeichnung „Rundmotor“ auch für andere Motortypen verwendet, zum Beispiel für jene, die bei den Unternehmen Märklin, Lima, Hornby Railways, HAG und weiteren gebräuchlich sind. 

## Motorräder
Auch bei Oldtimer-Motorrädern von Ducati ist der Begriff „Rundmotor“ geläufig, als erste und gesuchteste Version der V2-Zylinder-Motoren der Ducati 750 Supersport und zur Unterscheidung von den 750er und 900er Nachfolgertypen mit „eckigem“ Motorgehäuse, siehe den Rundmotor in der Bildbeschreibung.